# レオ6世 (ローマ教皇)
レオ6世（Leo VI, ? - 928年12月）は、第123代ローマ教皇（在位：928年）。

## 生涯
出身はローマ。家系は貴族で、父は法律家だったという。928年5月に先代のヨハネス10世が廃されたため、新教皇に選出された。選出時はすでに高齢であり、在位半年ほどして殺害されたという。